# Aper Aku Stadium
Aper Aku Stadium – wielofunkcyjny stadion w mieście Makurdi w Nigerii.
Najczęściej używany jest jako stadion piłkarski, a swoje mecze rozgrywa na nim drużyna Lobi Stars. Stadion może pomieścić 15 tysięcy widzów.